# Meles von Bari

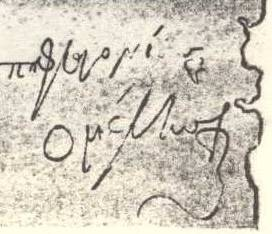
ό Μέλης in Unterschrift des Sohnes Argyros

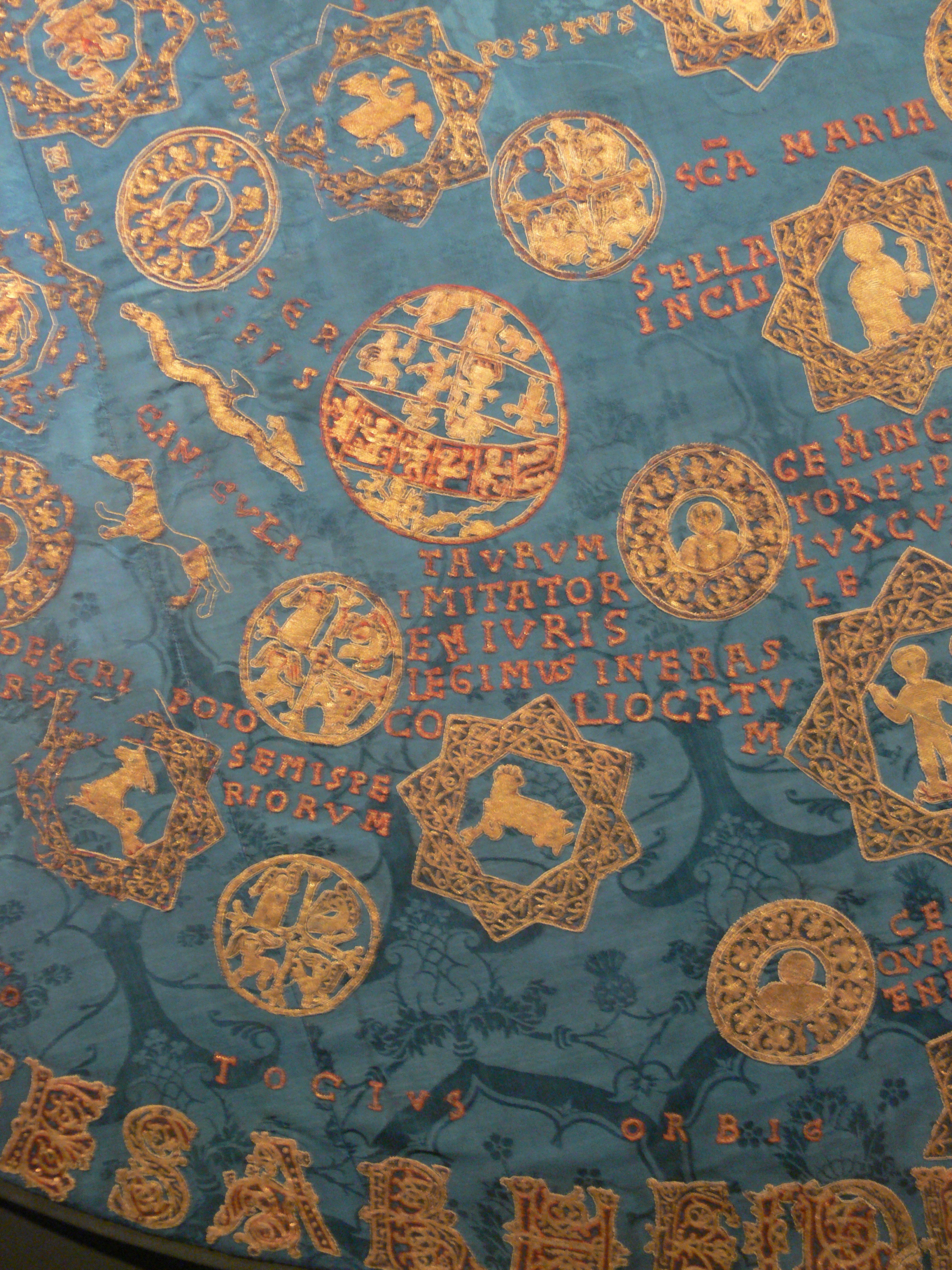
Detail aus dem Sternenmantel mit Teil der Randumschrift (C)ESAR HENRI(CE)

Meles († 23. April 1020 in Bamberg), auch Melus oder Melo, griech. Μέλης, war ein apulischer Langobarde, der zwei Aufstände gegen die byzantinische Herrschaft betrieb. Von Kaiser Heinrich II. wurde er wohl an Ostern 1020 in Bamberg in Gegenwart des Papstes Benedikt VIII. als Herzog von Apulien investiert.
Er gehörte der einheimischen Führungsschicht in Bari an. Nach dem Zeugnis des Wilhelm von Apulien war er ein Langobarde, der äußerlich der byzantinischen Mode folgte. Durch seine Frau Maralda und seinen Schwager Dattus war er jedenfalls mit dem langobardischen Adel verbunden. Dass Meles der armenischen Bevölkerungsgruppe in Apulien angehört haben könnte, wird, da der Name gelegentlich vorkommt, als Möglichkeit angesehen. Um 1000 hatten sich die Armenier jedoch bereits der langobardischen Rechtsgruppe angeschlossen. Eine sarazenische Abstammung ist auszuschließen.
Der erste Aufstandsversuch der unzufriedenen apulischen Untertanen des Basileus brachte 1009 zunächst einige Siege gegen die byzantinischen Truppen. Doch endete der Aufstand 1010 mit der Niederlage gegen den Katepan Basilios Mesardonites. Die Anführer zogen sich auf langobardisches Gebiet zurück. 1012 wurde die Familie, die in Bari zurückgeblieben war, nach Konstantinopel deportiert, von wo Argyros 1029 erst zurückkehren konnte.
Benedikt VIII. heuerte normannische Söldner an und schickte sie spätestens Anfang 1017 zu Meles nach Apulien. Deren Anführer Rainulf wurde später als Graf von Aversa der erste selbständige Normannenfürst. Im Frühjahr 1017 fiel Meles mit diesem normannischen Kontingent und langobardischen Truppen in Nordapulien ein und rückte siegreich vor. Erst dem Nachfolger des Tornikios Kontoleon gelang es, die Aufständischen aufzuhalten.
Nach der Niederlage bei Canne gegen den Katepan Basilios Boioannes im Oktober 1018 verließ Meles Apulien. Über seinen Aufenthalt bis zum Auftauchen beim Bamberger Treffen zwischen Kaiser und Papst ist nichts bekannt. Als Gastgeschenk überreichte er dem Kaiser den heute im Bamberger Diözesanmuseum aufbewahrten Sternenmantel, auf dem der Auftraggeber mit dem Namen Ismahel benannt ist, der in den byzantinischen und süditalienischen Quellen unbekannt ist. Ausdrücklich bezeugt ist die Identität von Meles und Ismahel durch ein Diplom Heinrichs III. für seinen Sohn Argyros von 1054 mit der Zusage, dass in seiner Grabstätte im Bamberger Dom keine anderen Beisetzungen stattfinden sollten. Ob diese Zusage der Vorbereitung einer deutschen Intervention in Apulien, in dem zunehmend die normannischen Truppen Macht gewannen, dienen sollte, geht aus den Quellen nicht hervor.